# Air Nepal International
Air Nepal International (IATA-Code: SZ) war eine internationale nepalesische Fluggesellschaft mit Sitz in Kathmandu.
Sie wurde am 24. Juli 2005 gegründet und bestand aus einem Flugzeug (Boeing 767-300 mit 245 Sitzen), das von PBair geleast wurde. Seit dem 22. Dezember 2005 ist der Betrieb eingestellt.

## Flugziele

### Asien

#### Südostasien
- Thailand
  - Bangkok (Flughafen Bangkok-Suvarnabhumi)
- Malaysia
  - Kuala Lumpur (Kuala Lumpur International Airport)

#### Südasien
- Nepal
- Kathmandu (Tribhuwan International Airport)

#### Westasien
- Vereinigte Arabische Emirate
  - Dubai (Dubai International Airport)
- Katar
  - Doha (Doha International Airport)